# Callicebus lucifer
Callicebus lucifer är en däggdjursart som beskrevs av Thomas 1914. Callicebus lucifer ingår i släktet springapor och familjen Pitheciidae. IUCN kategoriserar arten globalt som livskraftig. Inga underarter finns listade.
Artepitet i det vetenskapliga namnet är bildat av det latinska ordet för ljusbärare (jämför Lucifer).
På bålens ovansida förekommer brun till rödbrun päls och nästan alla andra kroppsdelar är täckta av svart päls. Undantag är ett vitt område på halsens framsida samt orange framtassar. Vikten varierar mellan 0,8 och 1,5 kg. Callicebus lucifer når en kroppslängd (huvud och bål) av 35 till 41 cm och en svanslängd av 45 till 48 cm. I varje käkhalva finns 2 framtänder, 1 hörntand, 3 premolarer och 3 molarer. Callicebus lucifer kännetecknas dessutom av orange till krämfärgade händer. På bålens ovansida har den mörka pälsen ofta en kastanjebrun skugga.
Denna springapa förekommer i västra Brasilien, södra Colombia, nordöstra Peru och östra Ecuador. Habitatet utgörs av olika slags skogar.
Arten är liksom andra springapor aktiv på dagen och den klättrar främst i träd. Ett monogamt par bildar tillsammans med sina ungar en liten flock som kan ha upp till fem medlemmar. Flockens revir är vanligen 5 till 10 hektar stort. Callicebus lucifer äter mogna och omogna frukter som kompletteras med några blommor, frön och insekter. Enligt olika iakttagelser är arten aktivare än vitsvansad titi (Callicebus discolor).
Flockens äldsta hanne och ibland andra familjemedlemmar skriker för att visa sitt anspråk samt för att visa sin position för andra flockar.